# Могильный (остров, губа Ура)
Моги́льный — скалистый остров размерами около 120 на 170 м, лежащий в восточном рукаве губы Ура перед входом в губу Кислая Баренцева моря вблизи западного входного мыса. Остров соединяется с берегом каменной отмелью длиной около 100 м с глубинами менее 5 м.
Вершина острова покрыта мхом и скудной кустарниковой растительностью. Осыхающая на приливе часть покрыта плотными зарослями бурых водорослей — фукуса. На приглубой литорали растут ламинариевые водоросли.
На острове Могильный установлен поклонный крест. Название острова предполагает наличие на нём захоронений, но его скалистый характер делает такие захоронения маловероятными. Возможно, название острова указывает на опасность подхода к нему из-за подводных препятствий.